# Thomasomys burneoi
Thomasomys burneoi è una specie di topo andino scoperta in Ecuador nel 2022.

## Scoperta
La specie era stata osservata per la prima volta dal dottor Tom Lee nel 2010, ma non era sicuro che fosse una specie a parte. Nel 2019 anni fa, Lee ha ricevuto un indizio che la specie avrebbe potuto essere nuova e ha confrontato l'esemplare con gli altri delle collezioni del museo. Una volta effettuati i confronti, Lee ha scritto un articolo sull'esemplare in una rivista peer-reviewed che quest'anno è stata accettatadalla comunità scientifica dei mammiferi.

## Nome
La specie prende il nome da un collega di Lee, Santiago Burneo, ricercatore e professore alla Pontificia Universidad Católica del Ecuador di Quito.

## Descrizione
La specie è di grandi dimensioni, che possono variare da 12 a 18 cm. Il pelo sul dorso è color cannella, con una debole banda scura ed è lungo circa 20 mm.
Le vibrisse sono lunghe, spesse alla base e più sottili alle estremità.

## Areale
Thomasomys burneoi è diffuso nel versante orientale delle Ande, in foreste montane umide tra 3400  e 3900 metri di altitudine, all'interno del Parco Nazionale di Sangay.